# 인생 역마차
"인생 역마차"(人生驛馬車)는 한국에서 제작된 김성민 감독의 1956년 영화이다. 이향 등이 주연으로 출연하였고 허영 등이 제작에 참여하였다.

## 출연

### 주연
- 이향
- 주증녀
- 노경희

## 기타
- 조명: 이한찬
- 녹음: 최칠복
- 미술: 이봉선